# Paiza

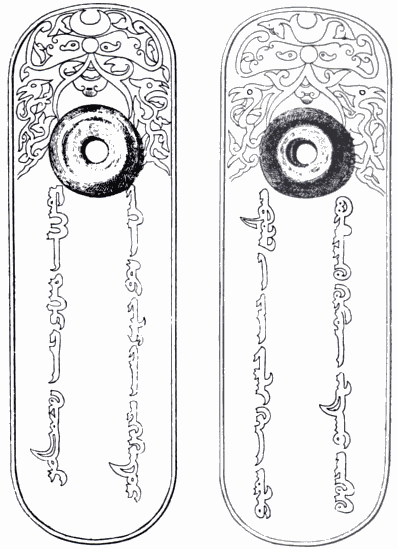
Paiza com escrita mongol encontrado em 1845 no rio Dniepre, na Baixa Idade Média parte da Horda Dourada

Paiza, paizi, pajdza ou gueregue (em mongol médio: Гэрэгэ, gerege; em mongol: Пайз; romaniz.: paiz; em persa: پایزه‎; romaniz.: pāiza; em chinês: 牌子; romaniz.: páizi) era uma placa carregada por oficiais e emissários mongóis com forma de atestar a sua autoridade, permitindo-lhes exigir bens e serviços das populações civis. Para atrair talentos e mercadores estrangeiros, os grão-cãs deram-lhes paizas, isentando-os de impostos e permitindo que usassem estações de reabastecimento ao longo das estradas.